# 김천균
김천균(1960년 3월 17일 ~ )은 조선민주주의인민공화국의 정치인이다. 전 중앙은행 총재 겸 조선로동당 중앙위원회 정치국 후보위원이다. 

## 경력
2014년 4월 백룡천 후임으로 조선민주주의인민공화국 중앙은행 총재에 임명되었다. 2016년 5월, 조선로동당 제7차 대회에서 조선로동당 중앙위원회 후보위원으로 선출되었다.

## 최고인민회의 대의원
2014년 3월 최고인민회의 제13기 대의원으로 선출되었다.